# Joseph Henry Blackburne
Joseph Henry Blackburne (* 10. Dezember 1841 in Manchester; † 1. September 1924 in London) war ein englischer Schachmeister und einer der hervorragendsten Schachspieler in der zweiten Hälfte des 19. Jahrhunderts.

## Leben
Blackburne war vor seiner Schachkarriere in einem kaufmännischen Beruf tätig. Er galt zunächst als ausgezeichneter Dame-Spieler. Mit 18 Jahren erlernte er unter dem Eindruck der Erfolge von Paul Morphy die Schachregeln, studierte das Handbuch von Howard Staunton und schloss sich dem Manchester Chess Club an. 1861 verlor er eine Partie gegen Louis Paulsen, in der dieser blindsimultan spielte. Kurze Zeit später war Blackburne selbst in der Lage, zehn Blindpartien simultan zu spielen. Er wurde Berufsschachspieler und widmete fortan sein ganzes Leben dem Spiel. Man nannte ihn bald „Black Death“, den „schwarzen Tod“, weil er meist in einem schäbigen schwarzen Anzug und einem alten, schwarzen Zylinder zum Schachspielen kam. Aber auch, weil er, ganz im Sinne der romantischen Schachepoche, ein gefürchteter Angriffs- und Kombinationsspieler war und eiserne Nerven besaß. Angeblich hatte er eine Vorliebe für alkoholische Getränke.
Blackburne war verheiratet. Seine Ehefrau verstarb im Alter von 84 Jahren am 23. Januar 1922 in Lewisham (heute zu London).

## Erfolge
|   | a | b | c | d | e | f | g | h |   |
| 8 |   |   |   |   |   |   |   |   | 8 |
| 7 |   |   |   |   |   |   |   |   | 7 |
| 6 |   |   |   |   |   |   |   |   | 6 |
| 5 |   |   |   |   |   |   |   |   | 5 |
| 4 |   |   |   |   |   |   |   |   | 4 |
| 3 |   |   |   |   |   |   |   |   | 3 |
| 2 |   |   |   |   |   |   |   |   | 2 |
| 1 |   |   |   |   |   |   |   |   | 1 |
|   | a | b | c | d | e | f | g | h |   |

In den Jahren 1862 bis 1914 nahm er an fast allen bedeutenden Meisterturnieren der Welt teil und erzielte gute Erfolge. 1872 belegte er in einem Turnier in London den 2. Platz hinter Wilhelm Steinitz, ebenso in Wien 1873. Er gewann das Turnier in Wiesbaden 1880. Sein größter Erfolg war der Sieg in Berlin 1881 vor Johannes Hermann Zukertort und anderen führenden Schachmeistern. Auch in London belegte er 1886 den 1. Platz nach Stichkampf gegen Amos Burn. Im Turnier von Manchester 1890 wurde er Zweiter hinter Siegbert Tarrasch. Mit 73 Jahren spielte er im hochrangigen Turnier von Sankt Petersburg 1914 und erreichte den 9./10. Platz.
Blackburne gab auch Blindsimultanvorstellungen an bis zu 16 Brettern. Nach ihm benannt wurde das „Blackburne-Matt“ mit drei leichten Figuren, das zuerst in einer seiner Partien vorkam, und die Blackburne-Falle.

## Partien
Zukertort – Blackburne, London 1883